# Akif Pirinçci
Œuvres principales
- Félidés (1989)

Akif Pirinçci (API : /piːʁɪɲtʃi/) (né le 20 octobre 1959 à Istanbul) est un écrivain allemand d'origine turque qui est connu pour son roman Félidés (Felidae, 1989).

## Biographie
Né en Turquie, il émigre 10 ans plus tard en Allemagne. Il commence à écrire de la fiction très jeune et publie son premier roman Tränen sind immer das Ende en 1980, à l'âge de 21 ans. Publié en 1989, son deuxième ouvrage, intitulé Félidés (Felidae), est un roman policier dont les chats sont les protagonistes principaux. Ce titre devient un best-seller international traduit en dix-sept langues.
En raison de l'énorme succès de ce deuxième roman, Pirinçci exploite son concept de « roman policier félin » et publie de nombreuses suites à Félidés. Cependant, aucun de ses romans suivants ne reçoit une aussi grande popularité que le premier. Un dessin animé, basé sur Félidés, et dont le script est coécrit par Pirinçci lui-même, est produit en 1994 en Allemagne. Il sort ensuite dans plusieurs pays, dont la France.
Akif Pirinçci prend publiquement parti contre l'homosexualité dans un essai en 2014. Sur le blog politique Die Achse des Guten, d'obédience raciste, il s'en prend également à la liberté des femmes et aux immigrants, et précise, entre autres choses, qu'il est légitime pour les Arabes et les Turcs de tuer des Allemands, mais qu'ils ne doivent que violer les femmes allemandes.
Le 20 janvier 2015, Pirinçci est reconnu coupable d'avoir insulté un professeur d'université dans une poursuite civile intentée par Elisabeth Tuider, professeure de sociologie et de biologie qu'il avait décrite comme une « malade mentale » et à qui il reprochait un livre d'éducation sexuelle pour les collégiens prônant l'utilisation de matériel pédagogique, tels des godemichés ou des « boules de geisha ». Pirinçci a accepté la sentence proposée et a payé une amende d'un montant de 8000 euros.
Le 20 octobre 2015, à Dresde, lors d'un rassemblement de PEGIDA, parti populiste anti-musulman, il prononce un discours dans lequel une réaction provocatrice à une prise de position d'un dirigeant politique allemand a été, à tort, présentée dans un premier temps par la presse, comme suggérant la réouverture des camps de concentration pour y interner les réfugiés. En réalité, il s'agissait d'une réponse au dirigeant CDU du Land de Hesse, Walter Lübcke, qui avait déclaré que les Allemands qui ne partageaient pas la politique d'immigration du gouvernement étaient libres de quitter l'Allemagne. Pirincci a dit que, par rapport à cette volonté affichée d'exiler les opposants politiques, « il y avait des alternatives. Mais, les camps de concentration ne sont aujourd’hui plus en service ». Il ne s'agissait donc nullement ici des réfugiés, mais des opposants allemands, et ce n'était pas une proposition, mais une exagération rhétorique d'un « dérapage » d'un homme politique qu'il entendait dénoncer. La presse allemande a rectifié. À la suite de ce discours, ses éditeurs, notamment le groupe Bertelsmann, retirent ses ouvrages de leurs catalogues.

## Œuvre

### Romans

#### SérieFelidae
- Felidae (1989) Publié en français sous le titre Félidés, Paris, Éditions Métailié (1992)
- Francis. Felidae II (1993) Publié en français sous le titre Francis et le Chats sauvages, Éditions Belfond (2003)
- Cave Canem. Felidae III (1999) Publié en français sous le titre Chien méchant, Éditions Belfond (2001)
- Das Duell. Felidae IV (2002)
- Salve Roma! Felidae V (2004)
- Salve Roma! Felidae V (2004)
- Schandtat Felidae VI (2007)

#### Autres romans
- Tränen sind immer das Ende (1980)
- Der Rumpf (1992) Publié en français sous le titre L'Homme-tronc, Paris, Éditions Métailié (1992)
- Yin (1997)
- Die Damalstür (2001)

#### Autres publications
- Script du dessin-animé Felidae (script) (1994)
- Der letzte Weltuntergang: Krimi-Erzählungen (2007)
- Deutschland von Sinnen: Der irre Kult um Frauen, Homosexuelle und Zuwanderer (2014)